# Börje Leander
Pour les articles homonymes, voir Leander (homonymie).
Oscar « Börje » Leander, né le 7 mars 1918 à Avesta et mort le 30 octobre 2003 à Mora, est un footballeur international suédois ayant évolué au poste de milieu de terrain ainsi qu'un joueur et entraineur de bandy.

## Carrière
Il participe activement à la victoire de l'équipe nationale aux Jeux olympiques d'été de 1948 en jouant le quart de finale et la demi-finale, sans toutefois marquer de buts. 
À la fin de sa carrière de footballeur, il se tourne vers le bandy. Entraineur-joueur de l'AIK IF, il devient en 1965 le plus vieux joueur dans une rencontre de l'élite suédoise. Il remplace en fait au pied levé un joueur qui a raté le départ du train[réf. nécessaire].

## Palmarès
Avec l'équipe de Suède de football :
- Champion olympique de football en 1948.

Avec l'AIK Fotboll :
- Vainqueur de la Coupe de Suède en 1949 et 1950.